# Dietsveld
Dietsveld is een buurt in de Noord-Hollandse gemeente Haarlem. Het is in de jaren dertig van de twintigste eeuw aangelegd na de annexatie in 1927 van de voormalige gemeente Schoten door Haarlem. De wijk is gelegen op het zand van een oude strandwal, op restanten van oude duinen.De buurt maakt in de gemeentelijke indeling deel uit van de Vogelenwijk. De buurten Dietsveld en de vogelenbuurt hebben een eigen wijkraad.

## Ontwikkeling
Voor de ontwikkeling van de buurt was het een gebied met weilanden en tuinen van bewoners van de woningen in het oude Schoten.
Oostelijk werd het te bebouwen gebied begrensd door de derde verboden kring op 1000 meter van de hoofdverdedigingslijn van de Positie bij Spaarndam van de Stelling van Amsterdam.
De wijk Dietsveld is ontwikkeld door Exploitatiemaatschappij de Meerkoet. Architect van de woningen was H. Heidstra. De ontwikkeling startte met het westelijke deel in 1933 en stopte bij de start van de Tweede Wereldoorlog. In 1948 is de bouw weer opgepakt met het oostelijke deel.
De straten in de wijk Dietsveld zijn vernoemd naar vroegere volken, zoals de Batavierenstraat, Caninefatenstraat en Romeinenstraat.

## Indeling

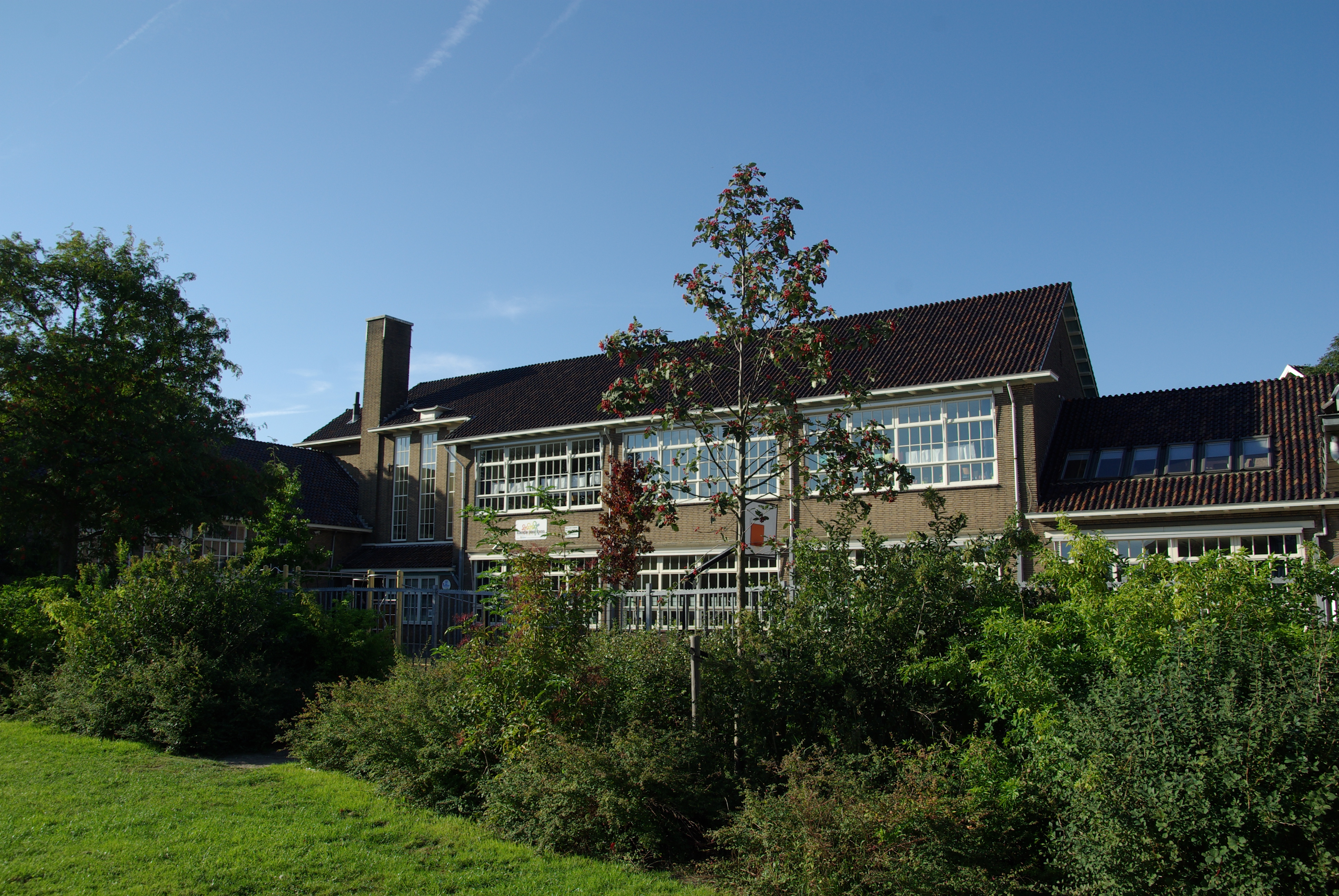
Koningin Emmaschool, gemeentelijk monument

De buurt Dietsveld is ontwikkeld als een orthogonaal symmetrisch plan. Een opmerkelijk element is de noord-zuidas van Roerdompplein, Batavierenplantsoen en Radboudstraat, uitkomend in het groene plein Dietsveld. Behalve de Radboudstraat werd de as voorzien van plantsoenering die zich in zuidelijke richting trapsgewijs verbreedt en in het Dietsveld geleidelijk weer tot een puntvorm terugkeert. Aan het Dietsveld werd met een gesloten uniforme bebouwing de karakteristieke holronde pleinvorm krachtig benadrukt. Op het noordelijk eind van de noord-zuidas verrees in 1938 een lagere school, de Koningin Emmaschool, naar ontwerp van de Bloemendaalse architect H.W. van Kempen.
De Vondelweg aan de oostzijde van het gebouwde deel ligt langs de rand van de derde verboden kring. Het natuurlandschap oostelijk van de Vondelweg staat bekend als de Hekslootpolder. Bestuurlijk gezien maakt dit natuurgebied deel uit van de buurt Dietsveld/wijk Vogelenbuurt.

## Tweede Wereldoorlog
In de oorlog zijn verschillende woningen door de Duitsers gevorderd. Deze schutting is nooit meer teruggeplaatst. Op 19 september 1944 werd de wijk Dietsveld tot Sperrgebiet verklaard en zijn de bewoners op last van de Duitsers geëvacueerd om een vrij schootsveld te hebben. De wijk lag in de buurt van Festung IJmuiden, een strategisch belangrijk onderdeel van de Atlantikwall. IJmuiden was van groot belang vanwege de strategische positie van de haven en vanwege de staalproductie in de Hoogovens. Met hun huisraad op handkarren verlieten de bewoners hun huizen. Het ging om de bewoners die ten noorden van de Jan Gijzenvaart.
Na de Tweede Wereldoorlog is de bouw van de wijk in 1948 hervat. De woningen die toen gebouwd zijn zijn anders vormgegeven dan de woningen die voor de oorlog gebouwd zijn. Dit verschil is onder andere te zien aan de erkers.

## Beschermde monumenten
In de wijk bevindt zich het Schoterrechthuis, tegenwoordig een rijksmonument. Daarnaast zijn enkele woningen aan de Roemer Visscherstraat, Muiderslotweg en de Vondelweg gemeentelijk beschermd, evenals de schoolgebouwen aan het Roerdompplein en Rijksstraatweg.
Van historisch belang is verder de Jan Gijzenvaart, een 16e-eeuwse vaart voor de afvoer van zand uit het duingebied en de Vergierdeweg, een van oorsprong middeleeuws voetpad dat het gehucht Schoten verbond met Santpoort.